# Neri Oxman

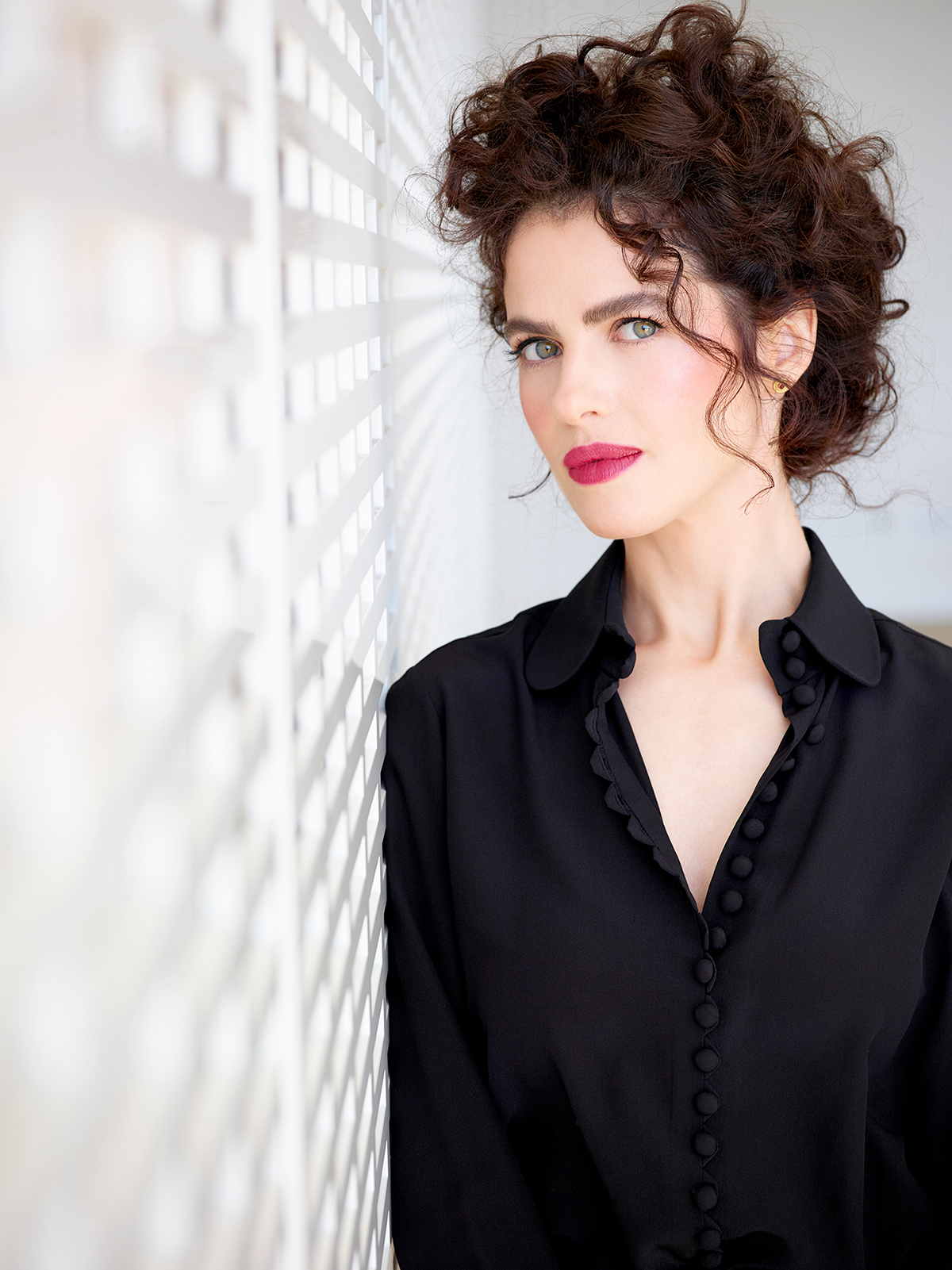
Neri Oxman (2017)

Neri Oxman (hebräisch: נרי אוקסמן; geboren 6. Februar 1976) ist eine amerikanisch-israelische Designerin und ehemalige Professorin am MIT Media Lab. Oxman ist bekannt für ihre Kombination von Architektur, Kunst, Biologie, Computing und Materialwissenschaft.
Sie hat den Begriff „Materialökologie“ geprägt, um ihre Arbeit mit kontextabhängigen Materialien zu definieren. Zu den stilistischen Besonderheiten gehören bunte und texturierte Oberflächen mit Strukturelementen unterschiedlicher Größenordnungen. Die Verbundwerkstoffe, die hier zum Einsatz kommen, weisen unterschiedliche Härtegrade, Farben und Formen innerhalb desselben Objekts auf. Die Ergebnisse ihrer Arbeit entstehen oft in Zusammenarbeit mit der Natur oder sind vom Feld der Biologie inspiriert.
Viele Projekte Oxmans stützen sich auf neue Techniken des 3D-Drucks. Sie beinhalten Herstellungssysteme, welche Hybridstrukturen in der Zusammenarbeit mit Seidenspinnern (Silk Pavilion), Bienen (Synthetic Apiary) und Ameisen ermöglichen. Dazu gehören Ocean Pavilion, eine wasserbasierte Herstellungsplattform, welche Strukturen wie Aguahoja aus Chitosan produziert hat, sowie Glass I und II, bei denen es sich um 3D-Drucker für optisch transparentes Glas handelt. Manche dieser Techniken werden auch für Einsatzmöglichkeiten in anderen Bereichen weiterentwickelt. Im Zuge weiterer Projekte wird Kleidung mit Hilfe von 3D-Druckern und unter Verwendung neu entwickelter Materialien (wie z. B. Harze mit biosynthetischen Bakterien) hergestellt.
Es gab Ausstellungen zu Neri Oxman im Museum of Modern Art (MoMA), im Museum of Science (Boston) und im Pariser Centre Pompidou, welche manche ihrer Arbeiten in deren permanente Sammlungen aufgenommen haben. MoMA Kuratorin Paola Antonelli nannte sie “eine Person, die ihrer Zeit voraus ist”.

## Frühes Leben und Ausbildung
Neri Oxman ist in Haifa, Israel, geboren und aufgewachsen. Ihre Eltern, Robert und Rivka Oxman, sind beide Architekten. Ihre jüngere Schwester, Keren Oxman, ist eine Künstlerin. In der Netflix-Serie Abstract: The Art of Design beschreibt Oxman ihre Kindheit als ein Großwerden zwischen Natur und Kultur, geprägt von der Zeit, welche sie im Architekturstudio ihrer Eltern sowie im Garten ihrer Großmutter verbrachte. Oxman schloss die Hebräische Realschule in Haifa im Jahr 1994 ab.
Oxman diente als Mitglied der Israelischen Luftstreitkräfte in der Armee und erhielt den Rang der First lieutenant. Nach ihrem Dienst zog sie nach Jerusalem, um an die Hadassah-Klinik für Medizin der Hebräischen Universität Jerusalem zu gehen. Nach zwei Jahren wechselte sie zum Architekturstudium am Technion und später zur Architectural Association School of Architecture in London, wo sie 2004 graduierte.
2010 erhielt Oxman ihren Doktorgrad in Design-Computation vom Massachusetts Institute of Technology (MIT), Cambridge, MA.

## Privates
Seit 2019 ist sie mit dem amerikanischen Fondsmanager Bill Ackman verheiratet.

## Karriere
Oxmans Werke wurden auf der ganzen Welt ausgestellt, einige Exemplare davon wurden in die permanenten Sammlungen der folgenden Einrichtungen aufgenommen: Museum of Modern Art, Cooper Hewitt Design Museum, Centre Georges Pompidou, MAK Wien, SFMOMA, Boston Museum of Fine Arts und Museum of Science (Boston). Sie veröffentlichte Arbeiten zu parametrischem und kontextuellem Design und entwickelte maschinenbauliche Techniken, die bei der Realisierung dieser Designs mit verschiedenen Materialien zum Einsatz kamen. Im Jahr 2006 startete sie ein interdisziplinäres Forschungsprojekt am MIT namens „Materialökologie“, um mit generativem Design zu experimentieren. Dieses Projekt und damit verbundene Kollaborationen trugen maßgeblich zu ihrer frühen Kunst bei. Oxman strebt seither neue Wege in der Kommunikation über und in der Zusammenarbeit im Design an.

### Designphilosophie
Oxman beschreibt die Bestandteile unserer Umwelt als Organismen, die sich durchgehend verändern und auf Verwendung bzw. Gebrauch reagieren. Sie seien durch farbliche und physikalische Gradienten statt durch klare Grenzen bestimmt. Oxman schlug vor, eine „Materialökologie“ zu entwickeln mit “ganzheitlichen Produkten, welche durch Eigenschaftsgradienten und Multifunktionalität charakterisiert sind” – im Kontrast zur Fließbandproduktion einer “Welt, welche aus Einzelteilen besteht”. Bezüglich des Zusammenspiels zwischen Design und Herstellungsmethoden sagte sie: “Die Annahme, Einzelteile wären aus einfachen Materialien gemacht und würden vorgegebene Funktionen erfüllen, ist tief im Design verwurzelt… (und) durch die Art und Weise verstärkt, wie industrielle Wertschöpfungsketten funktionieren.”
Oxman beschreibt ihre Arbeit als Streben nach „einem Wechsel vom Konsumieren der Natur als geologische Ressource zu einem Bearbeiten der Natur als biologische Ressource“. Diesem Ansatz folgend findet sie Inspiration in biologischen Formen und Texturen unterschiedlicher Größenordnungen. Lebende Elemente kommen in Herstellungsprozessen zum Einsatz, wie z. B. die leuchtenden Bakterien bei Mushtari und die Seidenspinner bei Silk Pavilion. Oxman schrieb, dass Wissenschaft, Ingenieurwesen, Design und Kunst aktiver miteinander verbunden werden sollten während der Output einer Disziplin gleichzeitig als Input für die Andere dienen könnte.
Oxman hielt Vorträge über digitales und fächerübergreifendes Design und über das Hinauswachsen über massenproduzierte Designelemente. Dazu gehören eine Präsentation über die Generierung von Formen und Umweltdesign und ein TED talk über Design „an der Schnittstelle zwischen Technologie und Biologie“. Bei einer Konferenz am American Institute of Architects im Jahr 2016 plädierte sie für „eine tiefergehende Rolle der Architektur in der Gesellschaft“, was durch die enge Zusammenarbeit mit Wissenschaft und Ingenieurwesen erfolgen sollte.

## Mediated Matter
Oxmans Forschungs- und Design-Labor am MIT, die Mediated Matter Group, benutzt computerbasiertes Design, digitale Anfertigung, Materialwissenschaft und synthetische Biologie, um sowohl mit klein- als auch großmaßstäblichen Strukturen zu arbeiten. In veröffentlichten Arbeitsmethoden wurden Aufnahmen von natürlichen, biologischen Proben betrachtet und auf deren Grundlage Algorithmen entwickelt, um ähnliche Strukturen zu produzieren und neue Herstellungsprozesse zu entwickeln. Zu diesen Projekten gehörten tragbare Kleidungsstücke und Werkzeug, solarbetriebene und biologisch abbaubare Designs, neue künstlerische Techniken und die Konstruktion von Oberflächen, Wänden, Abdeckungen und tragenden Elementen.

### Organische und natürliche Herstellungsmethoden
Eine Reihe von Oxmans Arbeiten wurde von bzw. mit Insekten hergestellt.
Silk Pavilion I ist eine 2013 designte Installation am MIT Media Lab. Der Pavillon wurde von 6500 Seidenspinnern gesponnen, die auf einer mit Nylon bespannten Struktur ausgesetzt wurden. Das Experiment untersuchte, wie die Seidenspinner auf eine artifizielle Oberfläche reagieren. Mit Hilfe von Robotern und der Analyse von Umwelteinflüssen auf die Seidenspinner bildeten diese eine zweidimensionale, natürliche Hülle des vorgefertigten Pavillons, anstatt sich wie üblicherweise zu verpuppen.
Der Synthetische Bienenstock (Synthetic Apiary), eine raumgroße Installation aus dem Jahr 2015, untersuchte das Verhalten von Bienen in einer komplett geschlossenen Umgebung. Damit wollte man herausfinden, wie die Tiere Bienenstöcke in und um verschiedene Strukturen bauen.

### 3D-Druck Entwicklungen
Mediated Matter arbeitet extensiv mit verschiedenen 3D-Drucktechniken, wobei das Team seine eigenen Methoden entwickelt und mit Druckunternehmen wie Stratasys zusammenarbeitet. Die Projekte reichen von Gehäusen und großen Möbeln über Kunstwerke und Kleidung bis hin zu Biokompositen und künstlichen Ventilen. Die Gruppe hat einen Prototyp eines Druckers mit einem Roboterarm entwickelt, der in Außenbereichen bis zu drei Meter hohe Strukturen um sich herum bauen kann, sowie einen schnell aushärtenden Drucker, der freistehende Objekte ohne Stützstrukturen herstellt.
Im Jahr 2012 druckte Oxman ihr erstes Kleidungsset, nämlich eine Kollektion mit dem Titel Imaginary Beings, welche von legendären Kreaturen inspiriert war. Es folgte Anthozoa, ein Kleid, das in Zusammenarbeit mit der Modedesignerin Iris van Herpen und dem Werkstoffingenieur Craig Carter entwickelt wurde. Im Jahr 2015 entwarf Oxman zusammen mit Christoph Bader und Dominik Kolb die Wanderers Kollektion, welche von einer imaginären Erkundung fremder Planeten inspiriert war. Damit bekam sie von Fast Company die Auszeichnung für Design Innovation. Das einflussreichste Produkt der Wanderers Kollektion war das Bruststück Living Mushtari, ein Modell des Verdauungstrakts, das mit Flüssigkeit und einer Kolonie photosynthetischer Bakterien und E. coli Bakterien gefüllt ist. Die Herstellung von Mushtari erforderte neue Modellierungsmethoden für den Druck langer flexibler Röhren mit unterschiedlicher Dicke.
Des Weiteren entwarf Oxman im Jahr 2015 Gemini, eine große Chaiselongue, bei der eine gefräste Holzschale mit einer 3D-gedruckten Oberfläche kombiniert wurde. Sowohl die äußere Schale als auch die Textur der inneren Oberfläche wurden so gestaltet, dass sie eine beruhigende akustische Umgebung für die Person schaffen, die sich darauf ausruht. Gemini wurde später vom SF MoMA erworben.
Später produzierte Oxman Rottlace, eine Reihe von 3D-gedruckten gefiederten, filamentierten und texturierten Masken. Diese wurden für die Künstlerin Björk angefertigt, basierend auf einem 3D-Scan ihres Gesichts. Björk trug diese in ihrer weltweit ersten 360°-VR-Performance. Oxman begann auch mit dem Design von Vespers, einer Kollektion von 15 Totenmasken. Jede Maske dieser Kollektion ist eine gebogene, lichtdurchlässige Schale in der Größe eines Gesichts, in welche wolkenartige Muster aus Farbe und Schattierungen gedruckt wurden. Mit diesem Projekt wurden die Grenzen des Farbdrucks innerhalb eines 3D-gedruckten Festkörpers getestet.
Mediated Matter hat eigene Plattformen und Werkzeuge für den Druck entwickelt. Im Jahr 2014 entwickelte ein Team von Mediated Matter den G3DP, auch bekannt als Glass I, den ersten 3D-Drucker für optisch transparentes Glas. Zu dieser Zeit konnten Sinter-3D-Drucker mit Glaspulver drucken, aber die Ergebnisse waren spröde und undurchsichtig. Der G3DP wurde in Zusammenarbeit mit dem Glass Lab des MIT und dem Wyss Institute entwickelt und ahmte traditionelle Glasverarbeitungsprozesse nach. Geschmolzenes Glas wurde in Strömen gegossen und in einer Glühkammer abgekühlt, wodurch sowohl eine für Kunst- und Konsumprodukte geeignete Präzision als auch eine für architektonische Elemente geeignete Glasfestigkeit erzielt wurde. Der Prozess ermöglichte eine genaue Kontrolle von Farbe, Transparenz, Dicke und Textur. Das Ändern von Höhe und Geschwindigkeit der Düse erzeugte gleichmäßige Schleifen und verwandelte den Drucker in eine „Nähmaschine für geschmolzenes Glas“. Eine Reihe von Glasgefäßen, die mit diesem Drucker hergestellt wurden, wurden im Cooper Hewitt und anderen Museen ausgestellt. Außerdem wurde im Zuge dessen eine etwa 3 Meter hohe, von innen ausgeleuchtete Skulptur aus gedrucktem Glas (YET) für die Mailänder Designwoche 2017 entworfen.

### Andere Entwicklungen
Ab 2018 entwickelte das Mediated Matter Labor das Projekt Totems, in dem Möglichkeiten erforscht wurden, Melanin aus organischem Gewebe (u. a. Enzyme von Pilzen, Pigmente von Vogelfedern oder Tinte von Tintenfischen) zu extrahieren und in 3D-gedruckte Strukturen zu integrieren. Dies führte zu einem Konzept für Gebäudefassaden, die auf Sonnenlicht reagieren.

## Publikationen und Essays
- 2016: What if our buildings were grown, not built?[22]
- 2014: Material Ecology[46]
- 2014: Gemini: Multi-Material Digital Design Fabrication[47]
- 2011: Variable Property Rapid Prototyping[48]
- 2006: Tropisms: Computing Theoretical Morphospaces of Branching Growth Systems[49]

### Gruppenpublikationen
- 2018: Making Data Matter[50]
- 2016: 3D Printed Multimaterial Microfluidic Valve[51]
- 2015: DNA Assembly in 3D Printed Fluidics[52]
- 2015: Flow-based Fabrication[53]
- 2015: Additive Manufacturing of Optically Transparent Glass[54]

## Ausgestellte Arbeiten
Oxmans frühe Projekte nahmen die Form von Oberflächen, Möbeln oder Objekten an, die getragen oder zur Schau gestellt werden konnten. Die meisten wurden in Museen ausgestellt. Seit 2013 beinhaltet ein Großteil der Ausstellungen temporäre und interaktive Installationen. Einige, wie der Ocean Pavilion und Glass I, beinhalteten einen Produktionsprozess; andere, wie der Silk Pavilion und Synthetic Apiary, schlossen die zugrunde liegende Forschung und biologische Beobachtungen in das Exponat ein.

### Liste ausgewählter Arbeiten
- Cartesian Wax,[55] Monocoque,[56] Raycounting[57] (2007, MoMA)
- Carpal Skin[58] (2010, Boston Museum of Science)
- Imaginary Beings (2012, Centre Pompidou)
- Silk Pavilion (2013), Installation
- Anthozoa (2013, MFA), Couture-Kleid
- Ocean Pavilion (2014), Installation
- Gemini (2015, SF MoMA), Akustische Chaiselongue
- Wanderers Kollection (2015)[59] (inkl. Living Mushtari)
- Glass I (2014), 3D-Drucker & Glasarbeit[60]
- Synthetic Apiary (2015), Installation[61]
- Rottlace (2016, Björk), Masken[8]
- Vespers (2016–2018), Totenmasken[35]
- Aguahoja I & II (2017–2019), Biokomposite[62]